# Afrique-Équatoriale française
Pour les articles homonymes, voir AEF.
1910–1958
Entités précédentes :
- Congo français
- Oubangui-Chari
- Territoire du Tchad

Entités suivantes :
- République du Congo
- Gabon
- République centrafricaine
- Tchad

L'Afrique équatoriale française (AEF) était un gouvernement général regroupant au sein d'une même fédération quatre colonies françaises d'Afrique centrale entre 1910 et 1958.
Constituée en plusieurs étapes et s'étendant du désert du Sahara au fleuve Congo et de l'océan Atlantique aux monts du Darfour, elle réunit à terme le Gabon, le Moyen-Congo (dont une partie correspond actuellement au Gabon et une autre à la république du Congo), le Tchad et l'Oubangui-Chari (devenu aujourd'hui la République centrafricaine). Sa superficie atteignait 2 500 000 kilomètres carrés, soit environ quatre fois celle de la France. Son chef-lieu était Brazzaville (actuellement en république du Congo), résidence du gouverneur général.

Carte de l'AEF (en foncé) ainsi que des autres possessions françaises en Afrique (en clair) en 1935.

Une organisation comparable, l'Afrique occidentale française (AOF), était déjà instaurée en Afrique de l'Ouest en 1895.

## Histoire
La fondation de la colonie française du Gabon — embryon du vaste domaine appelé à former la future Afrique-Équatoriale française — intervient dès 1842. Son développement doit beaucoup à l'explorateur Pierre Savorgnan de Brazza, qui après plusieurs missions de reconnaissance du bassin du Congo (Gabon, Ogooué puis rive droite du Congo) négocie en 1880 avec le roi des Tékés Illoy Ier la création d'un établissement commercial à Nkuna, la future Brazzaville. Jusqu'en 1883, les quelques possessions françaises d'Afrique équatoriale sont placées sous l'autorité d'un commandant militaire (chargé des établissements français du golfe de Guinée), avant que leur développement ne détermine le gouvernement à réorganiser la région. En 1886, un décret du ministre des Colonies institue deux territoires, le Congo français et l'Oubangui, administrés chacun par un lieutenant-gouverneur subordonné à un commissaire général.
Bien vite, les ambitions coloniales de la France se heurtent à celles du sultan Rabah, un aventurier soudanais devenu le dernier « souverain » du Bornou. Une campagne militaire est engagée contre celui-ci. Trois colonnes françaises (Missions Afrique centrale, Mission Gentil, Mission saharienne) placées sous l'autorité du commandant Lamy écrasent l'armée de Rabah à Kousséri le 22 avril 1900. Le Tchad devient un territoire militaire avant d'être réuni à la colonie d'Oubangui-Chari (rebaptisée Oubangui-Chari-Tchad) en 1910 et de devenir une colonie à part entière dix ans plus tard. Le Tchad ne sera pourtant définitivement « pacifié » qu'en 1939.
Le régime des concessions est introduit de façon massive à partir de 1899. De vastes étendues de terre (majoritairement dans les régions fertiles du Moyen-Congo et de l'Oubangui) sont cédées à une quarantaine de sociétés privées. 665 000 kilomètres carrés de terres arables et de plantations d'hévéa (populations comprises) deviennent des zones de non-droit où sont institués impôts (capitation) et travail forcé, toute résistance étant sanctionnée par les pires abus (exécutions sommaires, mauvais traitements, prises d'otages dans les familles). Une enquête conduite par De Brazza en personne confirma ces pratiques, sans qu'aucune mesure concrète ne soit prise.

### Naissance de l'Afrique équatoriale française (1910)
Le 15 janvier 1910 marque la naissance de l'Afrique-Équatoriale française. Cette même année, un décret garantit théoriquement une part du produit des récoltes de caoutchouc aux travailleurs autochtones, mais il demeure largement inappliqué dans les faits. D'hypothétiques droits sont conférés aux travailleurs, mais se heurtent aux mesures arbitraires des grandes sociétés privées. De fait, lors d'un voyage au Congo français en 1925-1926, André Gide témoigne du régime de terreur appliqué aux « indigènes » (assassinats, bastonnades, emprisonnements arbitraires) qu'il consignera dans son ouvrage Voyage au Congo.
En 1919, une partie de l'ancienne colonie allemande du Cameroun est placée sous mandat français par la Société des Nations. Parfois assimilée à l'Afrique-Équatoriale française, elle jouit en fait d'un statut spécial (commissariat autonome) qui la distingue de la fédération proprement dite.

Carté détaillée partielle de l'Afrique-Équatoriale française en 1910

En 1926, le Congolais André Matswa fonde à Paris l'« Amicale des originaires de l'Afrique-Équatoriale française », qui de simple association d'entraide ne tarde pas à se muer en syndicat parfaitement organisé. De retour à Brazzaville, Matswa supervise les actions de son mouvement, réclamant la fin de la discrimination raciale et du régime de l'indigénat, ainsi que le droit à la citoyenneté française pleine et entière pour les autochtones. Accusé de fomenter de l'agitation, André Matswa est condamné à trois ans de prison. Parvenant à s'évader, il tente d'entrer en clandestinité, mais est finalement repris et condamné à la prison à vie. Il meurt en 1942 au Tchad, et deviendra une figure charismatique — sinon mystique — après l'indépendance des nations africaines.

### L'Afrique française libre dans la Seconde Guerre mondiale (1940-1944)
Durant la Seconde Guerre mondiale, le gouverneur du Tchad, Félix Éboué, est le premier gouverneur à se rallier aux Forces françaises libres en août 1940, en opposition au régime de Vichy qui le relève de ses fonctions et le condamne à mort. Le général de Gaulle, en revanche, le félicite et le nomme gouverneur général de l'Afrique-Équatoriale française au mois de novembre 1940. Suivant l'exemple du Tchad, l'Oubangui-Chari et le Congo français se rallient aussi à la France libre ; le Gabon doit y être forcé par une attaque des Forces françaises libres du 9 au 11 novembre 1940. C'est alors toute l'Afrique-Équatoriale française qui a rejoint la France libre, et qui constitue l'Afrique française libre avec le Cameroun français, lui aussi rallié. Brazzaville est alors la capitale de cet ensemble, qui assure à la France libre une solide assise politique, territoriale, humaine et financière.

### De l'Union française à l'indépendance
Dans les premiers mois de l'après-guerre, c'est en Afrique-Équatoriale française que sont jetées les bases de l'Union française, discutée lors de la conférence de Brazzaville. Sous la IVe République (1946-1958), la fédération est représentée au Parlement français. Le référendum constitutionnel du 28 septembre 1958 transforme les cinq entités constituant la fédération en républiques autonomes (République congolaise ou Congo-Brazzaville, République centrafricaine, République gabonaise, république du Tchad et république du Cameroun) au sein d'une éphémère Communauté française. En 1959, les nouvelles républiques se groupent en une association intérimaire baptisée Union des républiques d'Afrique centrale, avant d'accéder à la pleine indépendance en 1960.

## Géographie
La plus grande partie de l'Afrique équatoriale française s'étendait sur un plateau granitique, encadré par les massifs du Tibesti, de Ouadaï et du Fertit au nord-est, du Darfour à l'est et par les monts de Cristal et du Mayombe au sud-ouest. Deux cuvettes occupaient les parties centrales et méridionales du territoire : la cuvette du Tchad, ancienne mer asséchée dont subsiste encore le lac Tchad, et la cuvette du Congo, parcourue par le fleuve du même nom et ses principaux affluents (Oubangui, Sangha, Alima). Une plaine littorale s'étendait depuis la partie continentale de la Guinée espagnole (aujourd'hui Guinée équatoriale) jusqu'au fleuve Congo. Le point culminant de l'Afrique-Équatoriale française était le mont Emi Koussi (3 415 mètres) dans le Tibesti.
Du fait même de l'étendue du territoire, le climat était très varié d'un point à l'autre, passant d'un climat saharien particulièrement aride au nord à un climat tropical humide dans la partie méridionale. La végétation se ressentait de ses disparités : au nord, la quasi-absence de pluie rendait presque impossible le développement d'une végétation, en dehors de quelques arbustes épineux ; au centre s'étendait le domaine des savanes, où étaient cultivés millet, arachide et manioc ; au sud enfin se trouvaient les forêts tropicales humides, d'où étaient prélevées diverses essences telles que l'ébène et l'okoumé. Dans les régions littorales étaient cultivés vanilliers, cacaoyers et caféiers.
L'Afrique équatoriale française était limitée par le Nigeria britannique, l'Afrique occidentale française, la Libye italienne, le Soudan anglo-égyptien et le Congo belge. À l'ouest, il était bordé par l'océan Atlantique.

## Administration

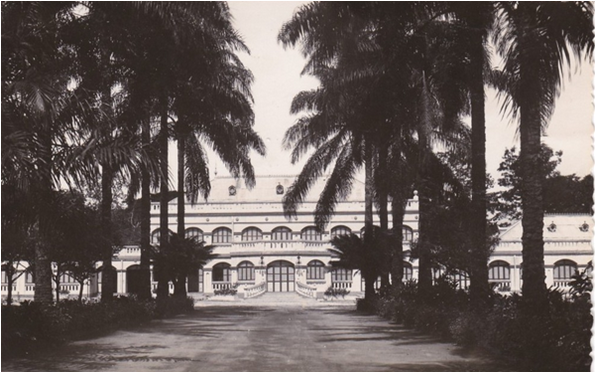
Le palais du gouverneur de Brazzaville, devenu palais du Peuple.

L'Afrique équatoriale française était divisée en quatre régions (colonies), elles-mêmes subdivisées en districts. En 1910, le Congo français est transformé en fédération de l'Afrique équatoriale française et comprend trois colonies et un territoire militaire :
- Le Gabon (chef-lieu : Libreville)
- Le Moyen-Congo (chef-lieu : Brazzaville) ; devenu la République du Congo
- L'Oubangui-Chari (chef-lieu : Bangui) ; devenu la République centrafricaine
- Le Tchad (chef-lieu : Fort-Lamy) ; territoire militaire devenu colonie en 1920

Les quatre colonies confiées à des gouverneurs sont regroupées sous l'autorité du gouverneur général résidant à Brazzaville. Aujourd'hui, l'ancien siège du gouvernement général de l'Afrique-Équatoriale française existe toujours, presque intact : il s'agit du palais du Peuple, siège de la présidence de la république du Congo.
En 1934, une réforme administrative motivée par des raisons financières abolit la structure fédérale, les colonies devenues régions sont confiées à des administrateurs en chef. L'Afrique-Équatoriale française est gérée par un budget unique. Fin 1937, la structure fédérale est rétablie, les régions sont de nouveau des territoires partiellement autonomes.
À partir de 1946, transformée en territoires d'outre-mer regroupés en fédération, elle est incorporée, avec la métropole, dans une Union française gouvernée depuis Paris, assistée d'un haut-conseil et d'une assemblée de l'union où chaque territoire était représenté.
En 1957, la structure fédérale est allégée et les territoires deviennent autonomes.

### Administrateurs coloniaux
Entre 1886 et 1960, la fonction d'administrateur colonial a vu son titre évoluer comme suit :
- 1886-1898 : Commissaire général de l'Ouest africain, puis Gabon-Congo après 1888[15]
- 1898-1908 : Commissaire général du Congo français
- 1908-1957 : Gouverneur général de l'Afrique équatoriale française
- 1957-1958 : Commissaire de l'Afrique équatoriale française
- 1958-1960 : Haut-commissaire à l'Afrique équatoriale française

Afin d'en préparer l'indépendance, Yvon Bourges devient haut-commissaire à l'Afrique équatoriale française le 15 juillet 1958 et en sera le dernier administrateur colonial.

### Système judiciaire
Tout au long de son histoire, le système judiciaire de l'AEF sera marqué par un manque de moyens et de personnel qualifié, la grande étendue du ressort ainsi que la différence de statut entre colons et indigènes (voir indigénat).
En 1869, il fut prévu la création d'un tribunal supérieur au Gabon, ainsi que de cours d'arrondissement; cependant, ce ne fut pas réalisé à cause du manque de moyens. Les appels, ainsi que les crimes, étaient jugés au Sénégal, ce qui entrainait des délais.
Cependant, des tribunaux du premier degré ainsi que des justices de paix furent créés. Il fut éventuellement créé une cour criminelle pour juger des crimes. Une cour d'appel fut éventuellement créée, avec son siège à Brazzaville ainsi qu'une antenne à Fort-Lamy.
Quant aux indigènes, ils furent d'abord jugés par leurs tribunaux traditionnels puis par les administrateurs civils; des tribunaux du premier et du second degrés furent éventuellement créés, et la seule voie de recours fut la chambre d'homologation.

### Économie
Le 4 octobre 1924, la France réglemente le travail forcé dans les colonies d'Afrique équatoriale française et impose l'impôt de capitation, un impôt annuel qui s'applique à tous les adultes du territoire. Le travail forcé s'exprime par des obligations de portage et des jours de travail non rémunérés dans des chantiers.

## Philatélie

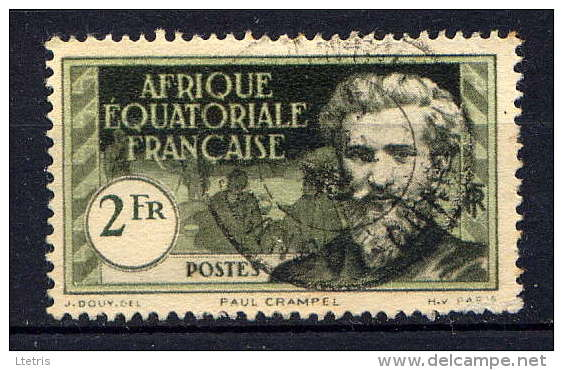
Timbre d'Afrique-Équatoriale française à l'effigie de Paul Crampel

Les administrations postales des quatre territoires ont été séparées jusqu’en 1936, chacune émettant ses propres timbres. Cette année-là, les timbres du Gabon et du Moyen-Congo étaient surimprimés « Afrique / Équatoriale / française ». Une série définitive pour la colonie a suivi en 1937, mettant en valeur des scènes locales et des figures françaises-clés dans la formation de la colonie, avec diverses variations de couleur et de valeur chaque année jusqu’en 1940.
La série de 1937 a été surimprimée « Afrique française / libre » ou tout simplement « Libre » en 1940 par la France libre et, en 1941, celle-ci a publié une série représentant un phénix sortant des flammes.
Une nouvelle série définitive, mettant en vedette des paysages et des personnalités locaux, a été publiée en 1946. Une vingtaine de timbres est sortie dans les années 1950, le dernier étant l'omnibus sur les droits de l'homme, le 10 décembre 1958.